# Tumidiclava nowickii
Tumidiclava nowickii är en stekelart som beskrevs av Gennaro Viggiani 1996. Tumidiclava nowickii ingår i släktet Tumidiclava och familjen hårstrimsteklar. Inga underarter finns listade i Catalogue of Life.